# Procès d'animaux

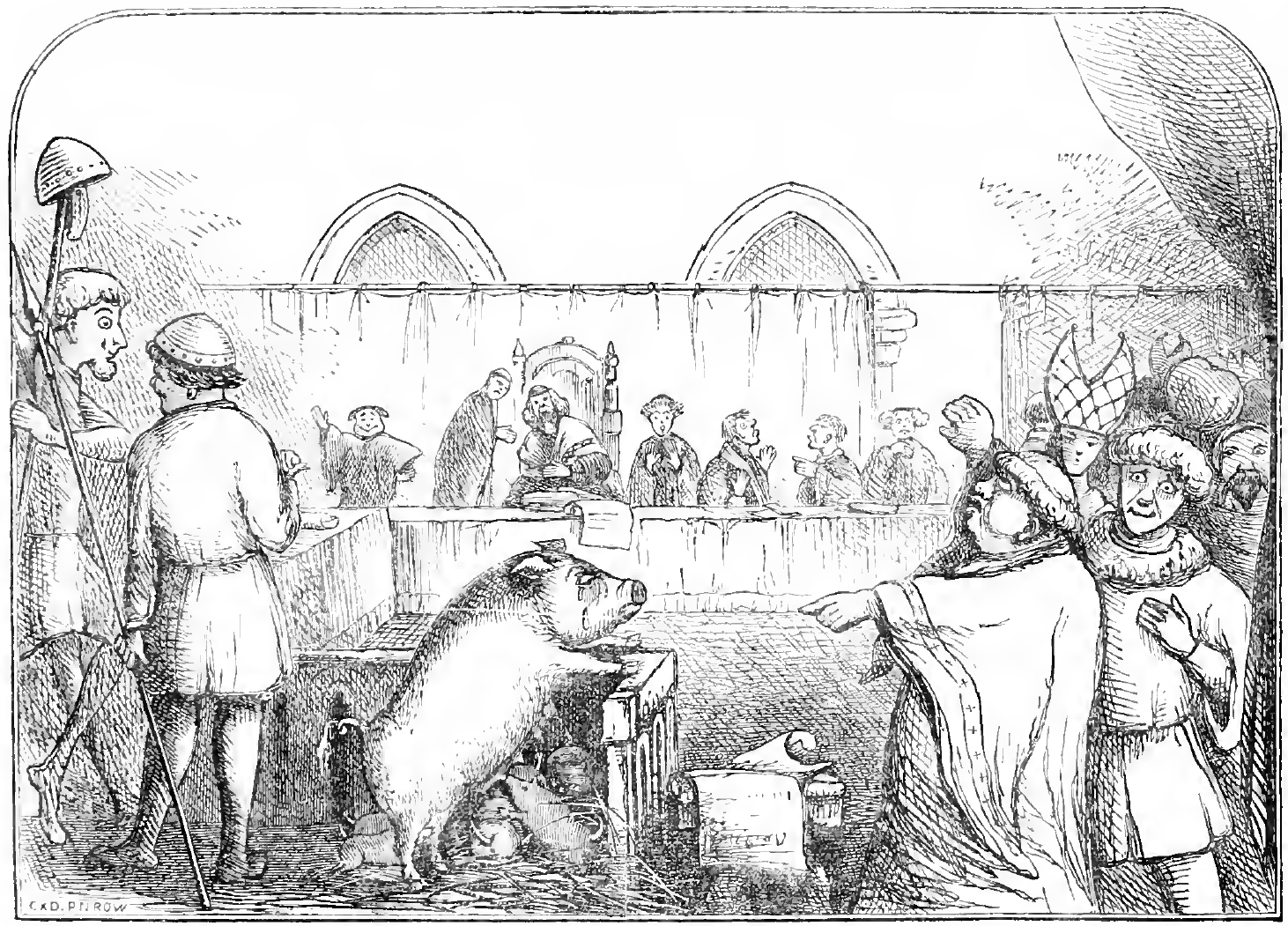
Illustration représentant une truie et ses porcelets jugés pour le meurtre d'un enfant. Le procès aurait eu lieu en 1457, la mère étant reconnue coupable et les porcelets acquittés.

Les procès intentés aux animaux étaient des procès dans lesquels l'accusé était un animal qui se voyait reprocher un délit, un crime ou un dommage comme il l'aurait été à un être humain, en principe seul sujet de droit ou justiciable.
Ainsi, au Moyen Âge et bien après, on condamna à la potence ou au bûcher des cochons, des truies, ou des vaches. De même, l'Église étendit ses excommunications des hommes aux animaux : rats, mouches, sauterelles, taupes, poissons ; tout membre de la faune pouvait y succomber.
Les délits commis par les bêtes étaient, comme ceux des humains, de deux sortes. Et la procédure pour les instances civiles, si l'on peut dire, était toute différente de la procédure suivie dans les affaires criminelles.
On a pu voir dans ces procédures l'enclenchement d'un processus de personnification juridique des animaux, processus interrompu avec le déclin de ces procès.

## Juridiction pénale
La procédure pratiquée contre les animaux ainsi que le châtiment qu’on leur faisait subir étaient sensiblement les mêmes que ceux employés à l’égard de l’homme. Durant l'Antiquité, une loi de Dracon ordonne la mise à mort du cheval ou tout autre animal qui a tué ou blessé un homme. Selon le Livre de l'Exode, « si un bœuf encorne un homme ou une femme et cause sa mort, le bœuf sera lapidé et l'on n'en mangera pas la viande, mais le propriétaire du bœuf sera quitte » (Ex 21,28). Neuf fois sur dix au Moyen Âge, les procès impliquaient des cochons, et ce pour différentes raisons : les porcs étaient les animaux de ferme les plus abondants en Europe jusqu'à l'époque moderne ; ils étaient les plus vagabonds dans les villes et villages où ils jouaient le rôle d'éboueur, si bien qu'ils y étaient les plus aptes à commettre des délits (vols, pillages, homicides, infanticides, accidents, etc.) ; ils étaient considérés à cette époque comme les plus proches anatomiquement et physiologiquement de l'homme, avec les ours et les singes,.
Au Moyen Âge, il faut remonter au XIIIe siècle pour rencontrer des jugements écrits contre les animaux. Des chroniqueurs ont relaté des procès de ce genre dès le XIe siècle, mais cette jurisprudence ne parait prendre date en France qu'en 1226, année où un porc fut brûlé vif à Fontenay-aux-Roses pour avoir dévoré un jeune enfant. Le caractère judiciaire de la mise à mort de ce porc a néanmoins été remis en question à la suite d'une nouvelle analyse des sources primaires. Ces dernières ne permettent en effet pas d'affirmer qu'on ait prêté à ce porc une responsabilité pénale. En outre, si le porc a été brûlé en présence d'autorités ecclésiastiques et temporelles, rien n'indique qu'un procès ait été préalablement tenu. En 1386, un juge de Falaise condamne une truie, pour avoir mordu mortellement la jambe et le visage d'un enfant, la fait mutiler aux mêmes endroits et pendre, non sans l'avoir humanisée en l'affublant d'un haut de chausses, d'une veste et de gants blancs à ses sabots antérieurs. Dans le même temps (dans les Établissements de Saint Louis) le propriétaire de l'animal auteur du meurtre, si l'animal était un animal domestique, pouvait être pendu, s'il avouait avoir connaissance du vice de l'animal. S'il jurait ignorer le vice de l'animal, il devait à la justice le relief d'homme mort qui était de 100 sols un denier, dans tous les cas la bête était confisquée par la justice,.
En 1479 à Lausanne, les hannetons ayant infesté le territoire et occasionné une famine dans le pays, sont cités devant le tribunal ecclésiastique qui les excommunie. Le chancelier de Berne conseille d'intenter un procès au nom de la république devant le tribunal de l'évêque : l'avocat Perrodet, mort récemment, est nommé pour leur défense. Les autres parties n'ont pas non plus comparu, mais la cour ecclésiastique présidée par l'évêque condamne les hannetons par contumace. Ils sont « excommuniés, proscrits au nom de la sainte Trinité, et condamnés à sortir de toutes les terres du diocèse de Lausanne ».
Jean Duret, avocat du roi, eut la Sénéchaussée et siège présidial de Moulins. Il écrivit en 1583 : « Si les bestes ne blessent pas seulement, mais tuent ou mangent, la mort y eschet, et les condamne-t-on, à estre pendues et estranglées pour faire perdre mémoire de l'énormité du faict. »
Par application de ce principe, dès qu'un animal commettait un méfait, l'autorité compétente se saisissait de la cause. Le délinquant était incarcéré dans la prison du siège de la justice criminelle qui devait connaître de l'affaire, procès-verbal était dressé, et l'on se livrait à une enquête très minutieuse. Le fait étant bien établi, l'officier du ministère public, près la justice seigneuriale, requérait la mise en accusation de l'inculpé.
Alors le juge entendait de nouveau les témoins et rendait sa sentence. Toutes les formalités de la procédure étaient observées, la sentence était signifiée à l'animal lui-même dans sa prison ; après quoi, le bourreau était appelé, parfois de très loin, pour procéder à l'exécution.
L'exécution de ces arrêts se faisait publiquement et avec la même solennité que pour les criminels. Généralement le propriétaire de l'animal ainsi que le père de la victime, s'il s'agissait d'un enfant, étaient tenus d'y assister. Les frais d'exécution étaient supportés par le maître de la bête. Et ces frais étaient assez importants.
On infligeait quelquefois à l'animal la loi du talion,. La peine de mort était encore prononcée contre tout animal qui avait servi à l'accomplissement par une personne de certains actes honteux (zoophilie). Dans ce cas, c'était le supplice du feu. L'individu lui-même était brûlé avec sa complice. La simple tentative, non suivie d'exécution, suffisait pour faire condamner à mort les coupables. Il y avait des nuances dans l'application du châtiment. Certains arrêts portaient que la strangulation aurait lieu avant le feu. Le genre de mort était considéré en effet comme chose très importante, et il n'était pas choisi au hasard.
Le 23 avril 1794, une famille de Béthune et son perroquet se retrouvent devant le tribunal révolutionnaire : l'animal a la fâcheuse habitude de crier « Vive le roi », ce qui rend ses maîtres coupables d'être antirévolutionnaires. Ils sont guillotinés tandis que le perroquet est remis à la citoyenne Le Bon chargée de lui apprendre à crier « Vive la Nation », « Vive la République » ou, selon une autre source, « Vive la Montagne ».

## Les instances civiles
En regard de ces procès criminels, il y avait les instances civiles. Celles-ci étaient dirigées contre toutes sortes de bêtes nuisibles et malfaisantes, telles que chenilles, rats, taupes, mulots, etc.
Les populations qui avaient à se plaindre de dégâts commis par des bêtes, et qui n'avaient pu conjurer le fléau par leurs oraisons, choisissaient un procureur pour les représenter en justice, puis adressaient leurs doléances sous forme de requête au juge ecclésiastique. Cette requête contenait la désignation exacte des endroits ravagés, ainsi que la valeur et la nature des dommages causés. En outre, pour éviter toute erreur possible sur la personnalité des coupables et afin d'empêcher ces derniers de plaider, par la suite la nullité de l'assignation, la requête devait donner un signalement détaillé des animaux dévastateurs. Le juge alors autorisait la citation en justice des auteurs du délit. Un sergent ou un huissier se rendait sur les lieux où se trouvaient les animaux et les assignait à comparaître personnellement devant le magistrat, à ses jours et heures indiqués, pour s'entendre condamner à vider les lieux, et ce au plus tôt. Cette assignation devait être renouvelée trois fois, après quoi les bêtes étaient déclarées défaillantes. Alors le juge leur nommait un curateur, auquel s'adjoignait généralement un avocat qui prêtait le serment de présenter leur défense avec zèle et probité.
Tous les ressorts de la controverse étaient mis en jeu dans ces sortes d'affaires. Fins de non-recevoir, exceptions dilatoires, sursis, nullités, tout était invoqué, suivant les lois d'une procédure formaliste à l'excès [réf. à confirmer].
Les débats, dans certaines contrées, étaient contradictoires.
À la requête du défenseur, le juge nommait des experts. Ceux-ci évaluaient les dégâts et dressaient un rapport. Mais tout cela prenait bien du temps. Aussi, pour hâter la solution de l'affaire, les demandeurs offraient parfois à leurs adversaires une parcelle de leur terre où ils pourraient se réfugier et vivre en paix.
Les bêtes, opposant généralement la force d'inertie, le juge ecclésiastique fulminait contre elles les monitoires qui devaient précéder l'excommunication. Si cette dernière sommation restait encore sans effet, l'autorité supérieure prononçait solennellement la malédiction et l'excommunication des animaux ravageurs.
La première de ces excommunications remonte au XIIe siècle.
Quelques cas révèlent que l’Église s'est opposée aux dégâts des insectes nuisibles, en voici les principales :
- En 1498, les grands vicaires d’Autun mandent aux curés du diocèse d’enjoindre à une sorte de charançon pendant les offices et processions de cesser leurs ravages et de les excommunier.
- Vingt ans après, l’official publie une sentence contre les charançons et les sauterelles qui ravageaient le territoire de Millières, dans le Cotentin.
- En 1554, les sangsues sont excommuniées par l’évêque de Lausanne, parce qu’elles détruisaient les poissons.
- En 1585, Nicolas Chorier (1612-1692), historien dauphinois, rapporte que le grand vicaire de Valence ordonne aux chenilles de comparaître devant lui, leur donne un avocat pour se défendre et finalement leur ordonne de quitter le diocèse.

Le pouvoir séculier n'est pas en reste : en 1690, le juge d’un canton d’Auvergne nomme aux chenilles un curateur. La cause est contradictoirement plaidée et le juge leur enjoint de se retirer dans le petit terrain indiqué dans un arrêt pour y finir leur misérable existence.
Le jugement qui ordonnait l'excommunication prescrivait, en même temps, des oraisons, des processions, des pénitences et le paiement d'une dîme. L'exécution de la sentence s'effectuait au moyen d'exorcisme, d'adjurations dont le rite variait à l'infini. Mais l'excommunication des animaux n'était pas forcément précédée d'un jugement. En ces temps reculés, il semble que les bêtes, comme les hommes étaient beaucoup plus respectueuses qu'aujourd'hui de l'autorité ecclésiastique,,. Cependant, ce n'est pas toujours vrai.
Ces animaux étaient aussi parfois condamnés à mort pour crime de sorcellerie,.
Ces pratiques n'étaient pas sans soulever de vives critiques chez les esprits éclairés et même parfois de la part des membres du clergé. Ces étranges mœurs eurent encore de beaux jours. Elles persistèrent dans tous les pays de la chrétienté jusqu'à la fin du XVIIe siècle. Pour la France, on connaît une centaine de jugements et d'excommunications concernant des animaux. Le XVIIe siècle en compterait à lui seul une quarantaine. Un seul a été rendu le siècle suivant, en 1741, contre une vache, puis un chien à Paris en 1845.[réf. nécessaire]

## À l'époque contemporaine
En 2003, le conseil des anciens du village turc d'Akpınar en Anatolie orientale, condamne à mort un âne au comportement agressif ; le maire du village, accusé de n'être pas intervenu après les agressions répétées de l'équidé contre des habitants, des vaches et des moutons, avait réuni les anciens pour juger le fauteur de troubles, selon le journal Zaman.

### Vidéographie
- Michel Pastoureau, « Les procès faits aux animaux (XIIIe – XVIIe siècle) », sur Archives départementales de la Vienne, 9 avril 2019.